# سيزار كورتيس
سيزار كورتيس (بالإسبانية: César Cortés)‏ (9 يناير 1984 في تشيلي - ) هو مدرب كرة قدم ولاعب كرة قدم تشيلي في مركز الوسط. شارك مع منتخب تشيلي لكرة القدم. أما مع النوادي، فقد لعب مع إيفرتون دي فينا ديل مار وبولونيا وارسو ونادي ألباسيتي ونادي أونيفرسيداد دي تشيلي ونادي أونيفرسيداد كاتوليكا ونادي بالستينو وهواتشيباتو وبويرتو مونت ‏.

## وصلات خارجية
- سيزار كورتيس على موقع قاعدة بيانات كرة القدم.إي يو (الإنجليزية)
- سيزار كورتيس على موقع ناشيونال فوتبول تيمز (الإنجليزية)
- سيزار كورتيس على موقع Soccerway.com (الإنجليزية)
- سيزار كورتيس على موقع عالم كرة القدم.نت (الإنجليزية)
- سيزار كورتيس على موقع AS.com (الإسبانية)